# Шаврин, Юрий Сергеевич
Юрий Сергеевич Шаврин (25 сентября 1924, Москва, СССР — 1974, там же) — советский спортсмен, чемпион СССР.

## Биография
Участник Олимпийских игр в Мельбурне 1956 (12 место, класс «Финн») и Токио 1964 (9 место, класс «Дракон», рулевой в экипаже с Валерием Николиным и Львом Алексеевым). На Летних Олимпийских играх в Хельсинки (1952) был запасным.

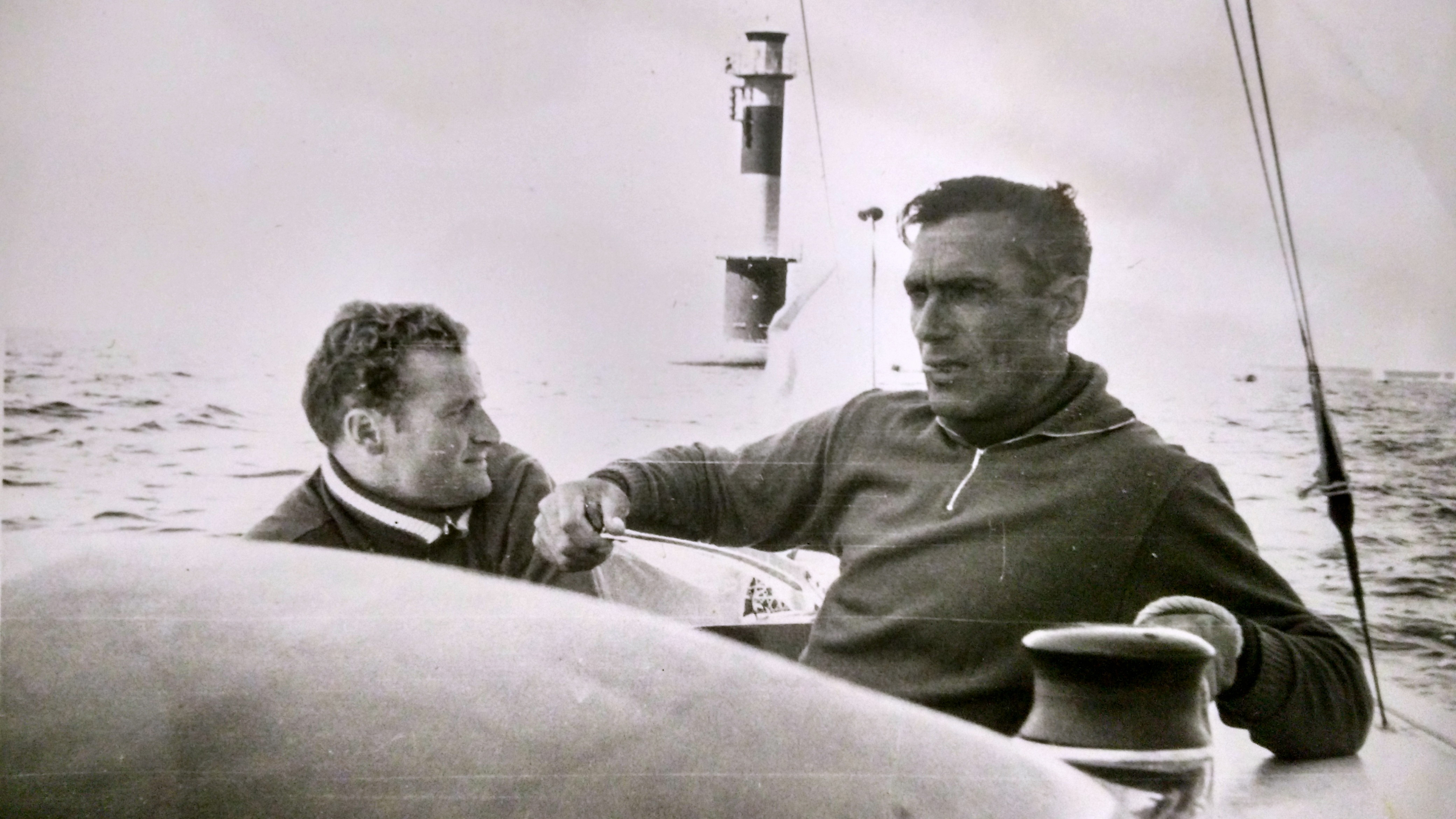
советские яхтсмены В. Николин и Ю. Шаврин

Участник всесоюзных соревнований и первенств, спартакиад СССР, международных регат.

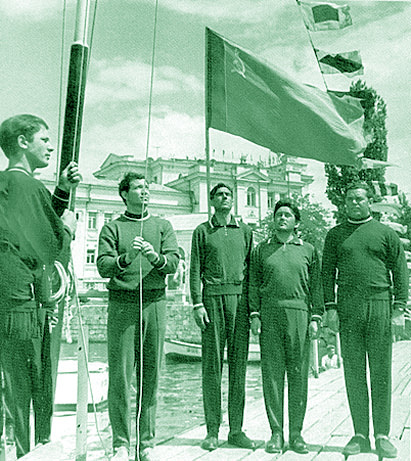
А. Шелковников, В. Манкин, Ю. Шаврин, Т. Пинегин, К. Александров

На соревнованиях, проходивших после олимпиады 1964 года, экипаж Ю. Шаврина показывал хорошие результаты. В 1968 году на первенстве СССР и XX Балтийской регате экипаж Ю. Шаврина, в который входил Валерий Николин, — один из сильнейших экипажей СССР в классе Дракон, занял первое место. Но на Олимпиаду в Мексику по решению старшего тренера сборной СССР Ивана Петровича Лаврова поехал экипаж более молодого Юрия Анисимова, ставшего чемпионом Европы в 1968 году.
Похоронен в Москве, на Ваганьковском кладбище.

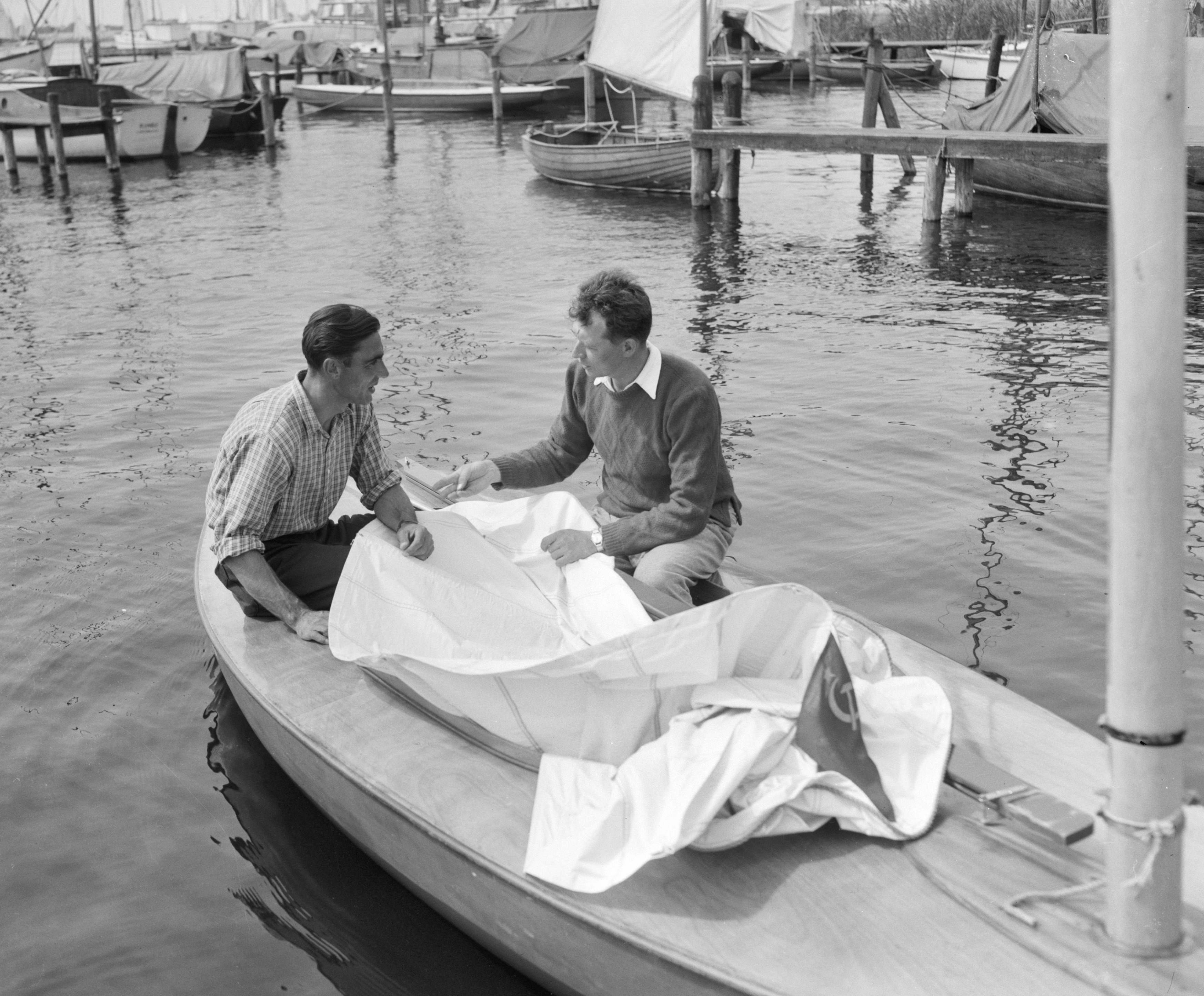
Шаврин и Маркус. Класс Финн.

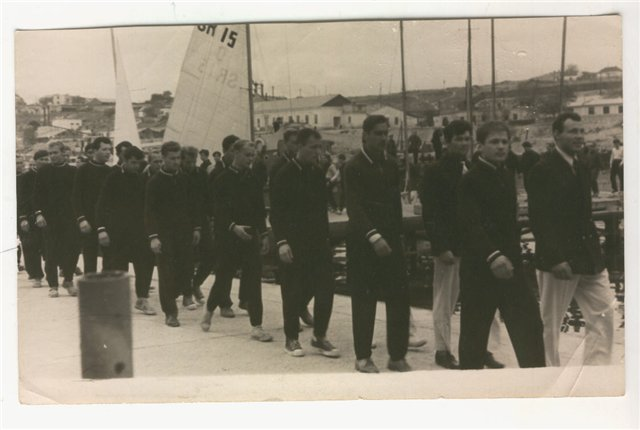
в первом ряду Шелковников, рулевой «Летучего голландца», участник Олимпийских игр, и Шаврин

## Награды
Парусный спорт
- Чемпион ВМФ — 1959,1961,1962
- Чемпион Москвы — 1958,1960,1961,1963
- Первенство Москвы 1963 — II и III места
- Чемпион СССР — 1947,1949,1953 в Классе «Олимпик», 1955 в классе «Финн» 1963,1965 II ступени, 1968 I ступени. в классе «Дракон»
- Первенство СССР 1963 — I место 1958,1962,,1964,1967,1969 II место 1960,1961 III место
- Tallinna eesivoistlused 1960,1961, 1963 золото 1963,1963 серебро.
- Первенство вооруженных сил 1966 — III место
- XIV Балтийская парусная регата 1962 — I место
- Юбилейная XX Балтийская регата 1968 — I место
- Хельсинкская регата 1964 г. — I место
- Открытый чемпионат Скандинавии в классе «Дракон» 1964 — I место
- Сандхамнская регата 1964 II—III место